# アスラフィルム
株式会社アスラフィルム（英: asurafilm Co., Ltd.）は、日本のアニメ制作会社。株式会社カヤックの完全子会社。

## 概要・沿革
2013年11月、STUDIO4℃で『鉄コン筋クリート』『デトロイト・メタル・シティ』のアニメ制作を務めた望月重孝が、デジタルアニメーション撮影の会社として設立。
地方でのスタジオ運営も手掛けており、国内に4スタジオを開設している。
2018年にアニメーション制作を担当した『のら猫クロッチ』がアニメーションビジネス海外展開支援事業東京ピッチグランプリにて上位に入賞し、同年に開催されたアヌシー国際アニメーション映画祭の東京都ブースで展示される。
2020年には元PIXARのスーパーバイザー / チーフディレクターとしての経歴を持つErdem Taylan（トルコ）と業務提携したうえ、Ezequiel Torres（アルゼンチン）とアニメーション制作を実施し、海外でのアニメーション制作 / キャラクター事業を開始した。
2024年11月22日付でカヤックが全株式を取得し、同社の完全子会社化。

## 制作スタジオ
東京スタジオ（本社）
- 〒166-0015 東京都杉並区成田東5丁目20番10号 コージーコート阿佐ヶ谷2F

沖縄スタジオ
- 〒900-0014 沖縄県那覇市松尾2丁目23番7号 KAMIMOTO BLD 3F

岡山スタジオ
- 〒714-2111 岡山県井原市芳井町吉井2056

金沢スタジオ
- 〒921-8162 石川県金沢市三馬2-308

## 参加作品

### テレビアニメ
- プリパラ OP・ED（2014年-2015年）撮影
- 東京ESP（2014年）撮影協力
- 失われた未来を求めて（2014年）撮影協力
- 戦国無双SP〜真田の章〜（2014年）撮影
- みりたり!（2015年）撮影
- ニセコイOP（2015年）撮影協力
- 夜ノヤッターマン OP（2015年）撮影
- ジュエルペット マジカルチェンジ（2015年）撮影協力
- ガンバレー部NEXT!（2015年）撮影協力
- To LOVEる -とらぶる- ダークネス 2nd（2015年）撮影協力
- 干物妹！うまるちゃん（2015年）撮影協力
- だんちがい（2015年）撮影
- ベルセルク 第1期（2016年）撮影
- ひなろじ〜from Luck & Logic〜（2017年）撮影協力
- ベルセルク 第2期（2017年）撮影
- ロボマスターズ（2017年）撮影協力
- 将国のアルタイル（2017年）撮影協力
- ゾイドワイルド（2018年-2019年）撮影
- ポプテピピック TVスペシャル 星色ガールドロップOP（2019年）制作
- キラッとプリ☆チャン OP・ED（2018年）撮影
- RobiHachi（2019年）撮影協力
- 女子高生の無駄づかい（2019年）撮影協力
- コップクラフト（2019年）撮影協力
- ヴィンランド・サガ（2019年）撮影（線撮）

### 劇場アニメ
- 宇宙戦艦ヤマト2199 星巡る方舟（2014年）撮影協力
- 百日紅 ~Miss HOKUSAI~（2015年）撮影協力
- 花とアリス 殺人事件（2015年）コンポジット協力
- プリパラ み〜んなあつまれ プリズム☆ツアーズ（2015年）撮影協力
- 青鬼 THE ANIMATION（2017年：スタジオディーン）撮影
- プリパラ み~んなでかがやけ！キラリン☆スターライブ!（2017年）撮影協力
- ドラえもん のび太の宝島（2018年）撮影協力
- ニンジャバットマン（2018年）撮影協力
- シティーハンター 新宿プライベート・アイズ（2019年）撮影協力
- コードギアス 復活のルルーシュ（2019年）撮影協力
- ドラえもん のび太の月面探査記（2019年）撮影協力
- 甲鉄城のカバネリ 海門決戦（2019年）撮影協力
- プロメア（2019年）撮影協力
- きみと、波にのれたら（2019年）撮影協力
- 天気の子（2019年）撮影協力
- HELLO WORLD（2019年）撮影協力
- 映画ドラえもん のび太の新恐竜（2020年）撮影
- 泣きたい私は猫をかぶる（2020年）撮影（線撮）
- シン・エヴァンゲリオン劇場版（2021年）ラインテスト

### Webアニメ
- ニンジャスレイヤー フロムアニメイション（2015年）撮影
- 練馬ストーリー タイムカプセル＋（2015年-2016年）撮影
- 宇宙ネコ マードックの冒険（2016年）アニメーション｜撮影
- さがみロボット産業特区 ROBOT TOWN SAGAMI（2016年）撮影
- ガンダムビルドファイターズ バトローグ（2017年）撮影協力
- 15歳、今日から同棲はじめます。（2018年）制作
- キスまで、あと1秒。（2018年）制作
- MonsterZ MATE イベント開催告知スペシャル映像（2018年）制作
- 珈琲いかがでしょう（2018年）制作
- Dot Bit Retro ぼくだけのクソゲー（2018年）制作
- ヒトトキ桐生足利（2019年）制作
- 日本沈没2020 （2020年）撮影

### CM
- 大阪プチバナナ（2015年）制作
- たこパティエ（2016年）制作
- SAMURAI NOODLES ORIGINATOR（2016年）制作
- スポーツ館ミツハシ（2016年）制作
- 鯖江工業（2020年）制作
- 沖縄県内不動産一括サイト「すまいスイッチ」（2020年）制作
- 沖縄食堂 愛を米「守礼」（2020年）制作

### PV
- まほう×少年×Days!!!!!（2015年）撮影
- 雲の森のマーカス（2017年）コ・プロデュース
- 1000 Days to Go! SPECIAL MOVIE（2017年）制作アテンド
- のら猫クロッチ Krocchi the Streetcat（2018年）制作
- 岐阜県大垣市プロデュースアニメ
  - おあむ物語 その夏、わたしが知ったこと（2018年）制作
  - いつか会えるキミに（2018年）制作
  - 大垣まつりにいこうよ（2020年）アニメーションプロデュース
  - がきたびっ！〜青春お城編〜（2020年）制作

### ゲームPV
- テイルズ オブ リンク（2014年）制作
- テイルズ オブ ザ ワールド レーヴ ユナイティア（2014年）制作
- ラングリッサー リインカーネーション -転生-（2015年）撮影
- ワールド オブ ファイナルファンタジー（2016年）撮影
- プリンセスコネクト!Re:Dive（2018年）ガチャ演出 撮影
- 幽☆遊☆白書100%本気バトル（2018年）エフェクト作画

### MV
- 秋山璃帆｜ムーントラベラー（2015年）制作
- invincible（2017年）制作
- inst（2017年）制作
- アイマリンプロジェクト Dive to Blue（2018年）制作
- クボタカイ｜ベッドタイムキャンディー2号（2019年）制作

### その他
- 花は咲く アニメスター・バージョン Intro/Outro アニメーション（2012年）制作
- ザクセスヘブン リベリオン PCゲーム OP（2015年）制作
- pixiv 動画で学ぶお絵かき講座 sensei WEB教材（2016年）監修